# Oost-Pruisisch voetbalkampioenschap 1926/27
In 1926/27 werd het twaalfde Oost-Pruisisch voetbalkampioenschap gespeeld, dat georganiseerd werd door de Baltische voetbalbond. De competitie werd volledig hervormd voor dit seizoen. In de voorgaande jaren speelden de clubs in zeven Bezirksliga's. Deze competities bleven bestaan, maar fungeerden nu als tweede klasse. Twee teams uit de Bezirksliga Königsberg plaatsten zich rechtstreeks voor de nieuwe Ostpreußenliga, terwijl de andere deelnemers via een aparte competitie (Bezirkspokale), bepaald werden. De Bezirksliga Tilsit, Südostpreußen en Ostpreußen Mitte slaagden er zo in om een deelnemer af te leveren voor de Ostpreußenliga. 
VfB Königsberg werd kampioen en plaatste zich voor de Baltische eindronde, net als vicekampioen Prussia-Samland. VfB werd tweede in de eindronde en plaatste zich zo voor de eindronde om de Duitse landstitel. De club verloor in de eerste ronde van Hertha BSC.

## Ostpreußenliga
| Plaats | Club                          | Wed. | W | G | V | Saldo | Ptn. |
| ------ | ----------------------------- | ---- | - | - | - | ----- | ---- |
| 1.     | VfB Königsberg                | 8    | 6 | 0 | 2 | 30:4  | 12:4 |
| 2.     | SV Prussia-Samland Königsberg | 8    | 4 | 2 | 2 | 10:15 | 10:6 |
| 3.     | SV Viktoria Allenstein        | 8    | 3 | 2 | 3 | 22:23 | 8:8  |
| 4.     | Rastenburger SV 08            | 8    | 2 | 1 | 5 | 8:14  | 5:11 |
| 5.     | SpVgg Memel                   | 8    | 1 | 3 | 4 | 11:25 | 5:11 |

|  | Kampioen, geplaatst voor Baltische eindronde |
|  | Geplaatst voor Baltische eindronde           |
|  | Play-off vierde plaats                       |

### Play-off vierde plaats
De verliezer neemt deel aan de eindronde met tweedeklassers. 
|                  |             |       |                    |        |
| 27 februari 1927 | SpVgg Memel | 3 – 0 | Rastenburger SV 08 | Tilsit |
| 27 februari 1927 |             |       |                    | Tilsit |

## Kwalificatieronde
De competitie wordt in het volgende seizoen met twee clubs uitgebreid, de top drie kwalificeert zich hiervoor.
| Plaats | Club                          | Wed. | W | G | V | Saldo | Ptn. |
| ------ | ----------------------------- | ---- | - | - | - | ----- | ---- |
| 1.     | Rasensport-Preußen Königsberg | 4    | 3 | 1 | 0 | 13:8  | 7:1  |
| 2.     | Rastenburger SV 08            | 4    | 2 | 2 | 0 | 5:3   | 6:2  |
| 3.     | SV 1905 Insterburg            | 4    | 2 | 0 | 2 | 12:6  | 4:4  |
| 4.     | SV Viktoria Elbing            | 4    | 1 | 0 | 3 | 5:10  | 2:6  |
| 5.     | SV Hindenburg Rastenburg      | 4    | 0 | 1 | 3 | 5:13  | 1:7  |

|  | Geplaatst voor de Ostpreußenliga 1927/28 |